# عطر گل یاس (مجموعه تلویزیونی)
عطر گل یاس نام یک مجموعهٔ تلویزیونی ایرانی به کارگردانی بهمن زرین‌پور است که در سال ۱۳۶۹ ساخته شد و از شبکه ۱ پخش گردید.

## خلاصه داستان
دو برادر به سبب گرایش برادر بزرگتر (با بازی داوود رشیدی) به سوی خانِ منطقه در سمنان، با یکدیگر قطع رابطه کرده‌اند. برادر کوچکتر (با بازی اکبر زنجانپور) نیز به تهران کوچ می‌کند. پس از گذشت سی سال، برادر بزرگتر دچار بیماری قلبی می‌شود و زمینه برای آشتی این‌دو ایجاد می‌شود، اما همسر برادر بزرگتر با بازی شمسی فضل الهی  و برادرانش به ویژه برادرش با بازی اسماعیل شنگله، به هر طریقی سعی دارند از این آشتی و پیوند دوباره جلوگیری کنند. سرانجام، پس از اتفاقات گوناگون و تصادف شدید برادر بزرگتر که به تحریک برادر همسر انجام شده و اعتراف ضارب موتوری اش، این دو برادر به یکدیگر می‌رسند و همسر برادر بزرگتر از کارهای خود نادم و پشیمان می‌شود.

## بازیگران و عوامل تولید

### بازیگران
- داوود رشیدی در نقش عباس
- اکبر زنجان‌پور در نقش محمود
- اسماعیل شنگله در نقش شازده
- شمسی فضل‌الهی در نقش خانم‌تاج
- محبوبه مقبلی در نقش ملوک
- ‌‌ سهیلا رضوی در نقش طیبه
- بهرام شاه‌محمدلو در نقش احمد
- مهدی حسین‌زاده در نقش رضا
- هایده حائری در نقش فخری
- مینا جعفرزاده در نقش مهشید
- بهروز بقایی در نقش وحید
- اکبر رحمتی در نقش حسین
- فرنوش آل‌احمد در نقش سیما
- پرستو گلستانی در نقش مهناز
- محمدحسن جواهری
- علی جعفری
- فاطمه جعفری
- نگار رفیعی
- سهراب یوسف‌‌زاده
- فروغ پرویزیان
- سیروس ابراهیم‌زاده در نقش آقای عابدی
- مهری مهرنیا در نقش مستخدمه
- مریم مقبلی در نقش همسر اول محمود
- منوچهر حامدی در نقش عبدالعلی‌خان
- محمود بهرامی در نقش میرزا رحیم
- حمید منوچهری در نقش یکی از دوستان اوس عباس
- ناصر اسدی
- فرخ نعمتی در نقش فرزاد
- رضا بنفشه‌خواه در نقش پیرایشگر
- مهدی رحیمیان
- علیرضا شمس
- حجت مشرفی
- رحمان مقدم
- منصور برهانی
- پرویز قدیمی
- الیشا بخشی
- حسین کسری در نقش حاج مرتضی
- محمدعلی طاهریان
- محمد صادقی
- علی زاهدی در نقش راننده وانت
- حمید شوقی
- مرتضی حاجی‌ محمدی
- مختار سائقی در نقش ضارب محمود (راننده موتور)
- علی‌اصغر رزاقی
- داوود زهری در نقش همدست شازده
- سروش خلیلی در نقش همسایه
- مریم نوراللهی
- نگار جعفری
- سوسن راستکار

### عوامل تولید
- نویسنده و کارگردان هنری: بهمن زرین‌پور
- کارگردان تلویزیونی: علی شوقیان
- تصویربردار: محمدرضا کاظمی
- موسیقی: شریف لطفی
- خواننده: جمال الدین منبری
- دستیار کارگردان هنری: فرخ نعمتی
- طراح نور: منوچهر شمسایی
- طراح گریم: جلال معیریان
- طراح دکور و لباس: بیژن حدادی
- تهیه کنندگان: اسماعیل شنگله، شهرزاد مهدوی
- فرمت تصویر: ویدئویی
- تعداد قسمت‌ها: ۱۰ قسمت (۵۰ دقیقه‌ای)
- محصول: گروه فیلم و سریال و تئاتر شبکه ۱
- سال تولید: ۱۳۶۹